# 르슈카니

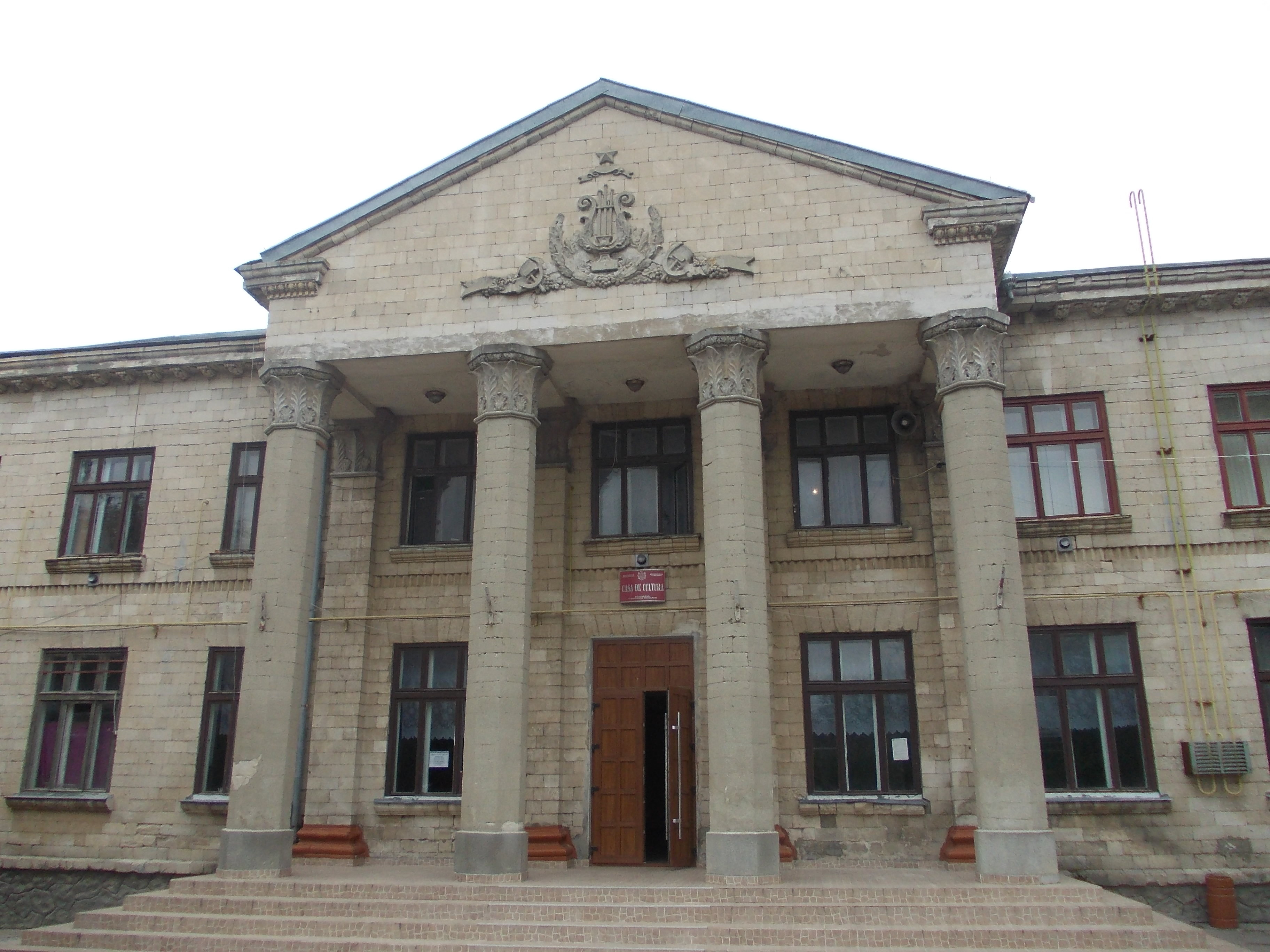

르슈카니(루마니아어: Rîșcani)는 몰도바의 도시로 르슈카니 구의 행정 중심지이며 인구는 14,400명(2012년 기준)이다.